# Courtavon
Courtavon é uma comuna francesa na região administrativa de Grande Leste, no departamento Alto Reno. Estende-se por uma área de 9,67 km². Em 2010 a comuna tinha 363 habitantes (densidade: 37,5 hab./km²).